# Christophe Legoût
Christophe Legoût (Montbéliard, 6 augustus 1973) is een Franse tafeltennisser. Hij won met de Franse nationale mannenploeg het landentoernooi van de Europese kampioenschappen in Birmingham 1994. Samen werden ze drie jaar later tweede op de wereldkampioenschappen in Manchester 1997. De Fransman bereikte in 1999 individueel de finale van de Europese Top-12, maar kon daarin titelverdediger Vladimir Samsonov niet van zijn troon stoten.

## Sportieve loopbaan
De linkshandige Legoût maakte zijn debuut in het internationale (senioren)circuit op het WK 1993 in Göteborg. Op in totaal negen WK's tot en met 2007 waren plekken bij de laatste zestien zowel in het enkel- (1x) als dubbelspel (4x) zijn beste resultaten. De finaleplaats in het landentoernooi van 1997 was daarom een unicum voor hem, hoewel hij met de Franse ploeg twee jaar daarvoor al wel dichtbij kwam, met een halve finale in Tianjin 1995. Legoût stootte samen met Patrick Chila, Jean-Philippe Gatien, Nicolas Chatelaun en Damien Éloi ditmaal wel door tot de eindstrijd. Daarin prolongeerden Kong Linghui, Liu Guoliang, Wang Tao, Ding Song en Ma Wenge niettemin de titel voor China.
Legoût had op dat moment al wel een Europese titel op zak, die hij met de mannenploeg won op het EK van 1994. Ze onttroonden daar de Zweden, die de voorgaande vier edities in deze EK-discipline wonnen. Toen Legoût en zijn landgenoten in 1996 opnieuw de finale haalden, moesten ze de titel weer teruggeven aan de geel-blauwen.

Legoût plaatste zich in 1999, 2000 en 2001 voor de Europese Top-12, hoewel hij in 2000 nooit in actie kwam daarop. Tijdens zijn eerste deelname was hij het succesvolst en won hij zilver. Twee jaar later eindigde de Fransman als negende.
Legoût is sinds 1996 actief op de ITTF Pro Tour, waarop hij in zijn eerÁste jaar het dubbelspel op het Italië Open won en in 1997 dat op het Engeland Open (beide met Chila). Dat jaar won hij op het Frankrijk Open tevens zijn enige enkelspeltitel op de Pro Tour, door daar in de finale Danny Heister te verslaan. De Fransman haalde individueel nog wel de eindstrijd op het Amerika Open 1998, Engeland Open 2001 en Taipei Open 2006, maar verloor daarin van achtereenvolgens Jean-Michel Saive, Wang Liqin en Oh Sang-eun. Legoût plaatste zich van 1997 tot en met 1999 ieder jaar voor zowel het enkel- als dubbeltoernooi van de ITTF Pro Tour Finals, nadat hij zich in 1996 al eens voor het dubbelspeltoernooi kwalificeerde.
Legoût nam deel aan de Olympische Spelen van 1996, 2000 en 2008. Zijn beste prestatie daarop was een kwartfinaleplaats in het dubbeltoernooi van 2000, samen met Éloi. De Fransman speelde in clubverband onder meer competitie in de Franse Pro A voor UTT Levallois (waarmee hij in 2004 de ETTU Cup won) en in de Duitse Bundesliga voor TTF Liebherr Ochsenhausen.